# 乃美隆興
乃美 隆興（のみ たかおき）は、戦国時代から安土桃山時代にかけての武将。小早川氏の重臣。安芸国茶臼山城主。妹、もしくは娘が毛利元就の継室・乃美大方。

## 生涯
沼田小早川氏当主・小早川敬平の弟小早川是景を祖とする小早川庶流・小早川弘平の子として誕生。隆興の代になって領地としていた乃美郷（現・広島県東広島市）の地名を取って、乃美氏を称した。はじめ公平と名乗るが、大内義隆から一字を賜るなどして、隆興と改めた。乃美宗勝は従弟(宗勝の父・賢勝は同じ小早川庶流の浦家に養子に入ったが、元は隆興の父・弘平の弟である)。
天文12年（1543年）、尼子方に転じた備後国神辺城主山名理興が、小早川領へ侵攻した際には高山城を守備し、毛利元就と協力して山名軍を撃退。沼田小早川家と竹原小早川家との統合にも尽力し、小早川隆景擁立の実現に際しては元就から今後も粗略にしないという誓約を得る。慶長3年（1598年）、86歳で没した。
元就の継室に血族を嫁がせていることでもわかる通り、かなり早い時期から毛利氏との関係が深かった。

## 関連作品
- 『毛利元就』（1997年、NHK大河ドラマ、演：畑山東一郎）